# 札幌市立札幌小学校
札幌市立札幌小学校（さっぽろしりつ さっぽろしょうがっこう）は、北海道札幌市東区伏古1条2丁目1-31にある公立小学校。
札幌市の小学校で札幌市立創成小学校（2004年廃校、札幌市立資生館小学校に統合）、札幌市立白石小学校に続く古い学校である。

## 概要
1873年（明治6年）に開校した、歴史のある小学校である。伏古公園の南西に隣接した場所に位置している。

## 沿革[1]
- 1873年（明治6年） - 人家を借り受けて寺子屋風の学校を設立する。
- 1908年（明治41年）
  - 9月8日 - 札幌村字苗穂尋常小学校と字元村藤古尋常小学校が合併して「札幌村第一尋常小学校」となり、校舎が新築される。
- 1916年（大正5年） - 高等科を併設し、「札幌村第一尋常高等小学校」と改称。
- 1947年（昭和22年） - 「札幌郡札幌村立札幌小学校」と改称。
- 1948年（昭和23年） - 学校給食開始。
- 1952年（昭和27年） - 札幌小学校校歌制定。
- 1955年（昭和30年） - 札幌村が札幌市と合併し、「札幌市立札幌小学校」と改称。
- 1964年（昭和39年） - 新設された元町小学校へ児童77名を送る。
- 1967年（昭和42年） - 新設された明園小学校へ児童27名を送る。
- 1968年（昭和43年） - ブロンズ像『希望の像』が岩田徳治氏より寄贈される。
- 1969年（昭和44年） - 新設された本町小学校へ児童572名を送る。
- 1971年（昭和46年） - 特殊学級1学級新設。
- 1973年（昭和48年） - 開校百年記念式典・祝賀会が挙行される。プールを新設。
- 1977年（昭和52年） - 新設された東光小学校へ児童344名を送る。
- 1979年（昭和54年） - 新設された伏古小学校へ児童545名を送る。
- 1981年（昭和56年） - 新設された開成小学校へ児童252名を送る。
- 1984年（昭和59年） - 開校110周年記念式典・校舎改築祝賀会を挙行。
- 1985年（昭和60年） - 校舎完成記念樹トドマツ苗50本植樹。
- 1987年（昭和62年） - 理科観察の温室完成。
- 1988年（昭和63年） - 小動物飼育舎完成。
- 1989年（平成元年） - 大型緑化により『みどりっ子園』整備。
- 1990年（平成2年） - ピノキオの部屋完成。
- 1992年（平成4年） - 親子給食（札幌市で行われている準単独の給食調理方式）が開始。子学校である 西白石小学校へ給食の供給が開始される。
- 1993年（平成5年） - 開校120周年記念式典・祝賀会を挙行。
- 1998年（平成10年） - 情報教育用のコンピューターを整備（1教室）。
- 1999年（平成11年） - 「地域開放図書館」開館。
- 2002年（平成14年） - インターネット、校内LAN設置工事が完了。
- 2003年（平成15年） - 開校130周年記念式典・祝賀会を挙行。
- 2010年（平成22年） - 札幌小「子ども憲章」が提示される。
- 2011年（平成23年） - 全学級に実物投影機を設置。
- 2013年（平成25年） - 開校140周年記念式典・祝賀会を挙行。
- 2014年（平成26年） - 子学校への給食提供が終了。給食単独校になる。ミニ児童会館オープン記念式典挙行。
- 2023年（令和5年）2月2日 - 開校150周年記念児童集会開催。

## 校章
校章は北国の雪の結晶と、昔このあたりが札幌村と呼ばれていたころに豊富にあった三つ葉のクローバーをモチーフとしている。
一枚目の葉は「勤勉」、二枚目の葉は「友情」、三枚目の葉は「希望」を表現し、寒さや飢えに耐えて近辺を開拓した祖先に感謝の気持ちを表すと共に、平和な発展を願う気持ちがこめられている。

## 校木
- プラタナス

## 教育目標
- 「よく考える 子ども 〜自ら課題を見つけ、筋道を立てて考える子ども」
- 「健康で明るい 子ども 〜誠実で思いやりのある子ども」
- 「進んで実行する 子ども 〜責任をもち、粘り強くやり抜く子ども」

## 児童数・クラス数・教職員数
| 年度               | 児童数 | クラス数 | 教職員数 |
| ------------------ | ------ | -------- | -------- |
| 2012年（平成24年） | 287    | 14       | 26       |
| 2014年（平成26年） | 277    | 14       | 26       |
| 2015年（平成27年） | 290    | 13       | 25       |
| 2017年（平成29年） | 270    | 13       | 26       |

## 周辺
- 札幌市立伏古公園 - 敷地が隣接
- 札幌市社会自立センター - 敷地が隣接
- 北海道道89号札幌環状線

## アクセス
- 北海道中央バス「東60」・「東62」・「東69」の各系統で、「札幌小学校」停留所下車。[2]
- 北海道中央バス「東65」・「東68」・「ビ68」の各系統で、「伏古2条3丁目」停留所下車。
- イオンモール札幌苗穂無料送迎バス「伏古コース」で、「札幌小学校」停留所下車。また、「東苗穂コース」で、「伏古2条3丁目」停留所下車。

## その他
- 札幌市教育委員会の事業である「札幌市学校図書館地域開放事業」の指定校となっている。